# Sorel Royaux
Sorel Royaux byl poloprofesionální kanadský klub ledního hokeje, který sídlil v Sorel-Tracy v provincii Québec. V letech 1996–2004 působil v poloprofesionální soutěži Ligue de hockey semi-professionnelle du Québec. Royaux ve své poslední sezóně v LHSPQ (Východní skupina) skončily v základní části na pátém místě.

## Historické názvy
Zdroj: 
- 1996 – Sorel Dinosaures
- 1999 – Sorel Royaux

## Přehled ligové účasti
Zdroj: 
- 1996–2004: Ligue de hockey semi-professionnelle du Québec